# Atticus Ross
Atticus Matthew Cowper Ross, född 16 januari 1968 i Ladbroke Grove i London, är en brittisk musiker, skivproducent, kompositör, och ljudtekniker. Han har tillsammans med sin Nine Inch Nails-kollega Trent Reznor vunnit en oscar för bästa filmmusik, detta för filmen Social Network från 2010. Duon skulle senare komma att vinna en Grammy Award för bästa soundtrackmusik för visuell media år 2013, för deras arbete med soundtracket till filmen The Girl with the Dragon Tattoo. År 2021 vann de, tillsammans med Jon Batiste, även en Golden Globe Award för soundtracket till den Pixar-animerade filmen Själen.
Ross föddes som son till föräldrarna Roxana Lampson och Ian Ross. Han har fem syskon, varav två är fotomodellen Liberty Ross och musikern/kompositören Leopold Ross. Han är bosatt i Los Angeles, tillsammans med hustrun Claudia Sarne och deras tre gemensamma barn.

## Arbeten (i urval)

### Filmer
- 2008 – New York, I Love You
- 2010 – The Book of Eli
- 2010 – Social Network
- 2011 – The Girl with the Dragon Tattoo
- 2013 – Broken City
- 2014 – Love & Mercy
- 2014 – Gone Girl
- 2015 – Blackhat
- 2016 – Triple 9
- 2016 – Before the Flood
- 2016 – Patriots Day
- 2017 – Death Note
- 2018 – Mid90s
- 2018 – Bird Box
- 2019 – Waves
- 2019 – Earthquake Bird
- 2020 – Själen
- 2020 – Mank
- 2022 – Bones and All
- 2022 – Empire of Light
- 2023 – Teenage Mutant Ninja Turtles: Mutant Mayhem
- 2023 – The Killer
- 2024 – Challengers

### TV-serier
- 2015 – Fear the Walking Dead (TV-serie)
- 2016–2017 – Outcast (TV-serie)
- 2017 – Black Mirror (TV-serie)
- 2019 – Watchmen (TV-serie)
- 2020 – Dispatches from Elsewhere (TV-serie)
- 2021 – Dr. Death (TV-serie)

### Spel
- 2016 – FIFA 17

### Nine Inch Nails
- 2005 – With Teeth
- 2007 – Year Zero
- 2008 – Ghosts I–IV
- 2008 – The Slip
- 2013 – Hesitation Marks
- 2016 – Not the Actual Events
- 2017 – Add Violence
- 2018 – Bad Witch